# Trapelus flavimaculatus
Trapelus flavimaculatus es una especie de reptil escamoso del género Trapelus, familia Agamidae. Fue descrita científicamente por Rüppell en 1835.
Habita en Arabia Saudita, Omán, Catar y Emiratos Árabes Unidos.